# Санта Луча (Кунео)
Санта Луча је насеље у Италији у округу Кунео, региону Пијемонт.
Према процени из 2011. у насељу је живело 52 становника. Насеље се налази на надморској висини од 993 м.